# The Nuttall Encyclopædia
The Nuttall Encyclopædia: Being a Concise and Comprehensive Dictionary of General Knowledge est une encyclopédie de langue anglaise éditée par James Wood et publiée pour la première fois en 1900 à Londres par Frederick Warne & Co.
Elle tient son nom de Peter Austin Nuttall, un scientifique mort en 1869 dont les travaux – comme Standard Pronouncing Dictionary of the English Language – ont été acquis par Warne et publié dans les décennies suivantes.
L'encyclopédie, contenant 16 000 notices généralement courtes, traduit souvent l'opinion personnelle de son auteur.
En 2004, le Projet Gutenberg publie l'édition de 1907, celle-ci appartenant au domaine public.

## Source
- (en) Cet article est partiellement ou en totalité issu de l’article de Wikipédia en anglais intitulé « The Nuttall Encyclopædia » (voir la liste des auteurs).